# کاترین اسکندریه
کاترین اسکندریه (یونانی باستان: ἡ Ἁγία Αἰκατερίνα ἡ Μεγαλομάρτυς؛ زاده ۲۸۷ - درگذشته ۳۰۵) یک قدیس مسیحی است.
کاترین اسکندریه از ازدواج با امپراتور «ماکسنتیوس» سر باز زد و چندی بعد توسط مأموران حکومتی دستگیر و اعدام شد.
بیست و پنجم نوامبر به عنوان روز یادبود این قدیسه مسیحی تعیین شده است.